# 红河水库
红河水库是中国甘肃省陇南市礼县红河镇境内的一座水库，位于西汉水上，建于1959年。水库正常库容为570万立方米，集雨面积为167平方千米，海拔为226.9米。